# L'Eroica
L'Eroica es una marcha cicloturista que se disputa en la región Toscana, Italia. Recorre un trayecto de ida y vuelta desde Gaiole hasta Montalcino. Se celebra a principios del mes de octubre.
L'Eroica fue creada en 1997 por Giancarlo Brocci y uno de sus objetivos es preservar los últimos caminos de gravilla que existen en la Toscana. El evento, que se celebra anualmente, es considerado como uno de los más conocidos a nivel mundial.
La marcha cicloturista L'Eroica es la precursora de lo que hoy conocemos como la Strade Bianche, inaugurada en 2007 bajo el nombre de «Monte Paschi —por su patrocinador—  Eroica».
Debido a su popularidad, se han creado eventos en Sudáfrica, California, Uruguay, Japón, España, Holanda y Gran Bretaña.